# 武家の古都・鎌倉

鎌倉大仏

「武家の古都・鎌倉」（ぶけのこと・かまくら、英語: Kamakura, Home of the SAMURAI）とは、神奈川県鎌倉市・横浜市・逗子市に残る歴史的建造物群を対象とする世界遺産暫定リスト掲載物件である。
日本が世界遺産条約を批准した1992年（平成4年）に、暫定リストに登録された。この年に暫定リストに記載された日本の物件12件（文化遺産10件、自然遺産2件）で世界遺産リストに正式登録されていないのは、この物件のほかには「彦根城」があるだけである。
日本国政府がUNESCOの世界遺産センターに1992年に提出した時点での名称は「古都鎌倉の寺院・神社ほか」（英語: Temples, Shrines and other structures of Ancient Kamakura）だったが、推薦書案の練り直しの中で現在の名称になった。
2013年（平成25年）4月30日、世界遺産の諮問機関であるイコモスによって、世界遺産への「不登録」を勧告された。日本が単独で推薦した物件では、4段階の勧告の中で最も下の「不登録」が勧告されたのは初めてであり、この勧告を受けて日本の関係省庁連絡会議では同年6月4日付けで、世界遺産委員会への推薦取り下げを正式決定した。

## 推薦理由
日本国政府は、鎌倉が最初の武家政権であるとともに、江戸と並ぶ武士によって築かれた都市であること、江戸が東京となって往時の姿を失ったのに対して、鎌倉にはかつての景観が残っていることなどから、暫定リストに加えている。
日本国政府が1992年に世界遺産センターに提出した文書では、この物件が世界遺産の登録基準のうち、以下の項目を満たしていると主張していた。
- (1) 人類の創造的才能を表現する傑作。
- (2) ある期間を通じてまたはある文化圏において、建築、技術、記念碑的芸術、都市計画、景観デザインの発展に関し、人類の価値の重要な交流を示すもの。
- (3) 現存するまたは消滅した文化的伝統または文明の、唯一のまたは少なくとも稀な証拠。
- (4) 人類の歴史上重要な時代を例証する建築様式、建築物群、技術の集積または景観の優れた例。
- (6) 顕著で普遍的な意義を有する出来事、現存する伝統、思想、信仰または芸術的、文学的作品と直接にまたは明白に関連するもの（この基準は他の基準と組み合わせて用いるのが望ましいと世界遺産委員会は考えている）。

しかし、2009年から2010年にかけて3度にわたって行われた国際専門家会議では、特に基準 (3) と (4) を強調すべきと助言され、実際に2011年9月にユネスコに提出された推薦書の暫定版では、その線に沿って記載されている。
基準(3) は、その後、明治時代の開始まで続く武家政権の成立と、彼らが生み出した武家文化を伝える例証であることに、基準 (4) は三方を山に囲まれた防衛重視の立地のもと、独自の都市景観と宗教景観が生み出されたことに、それぞれ適用できるとされている。
さらに文化庁文化審議会の資料では、古都、宗教建築、防衛施設などの観点で、国内のすでに世界遺産リストに登録されている物件（古都奈良の文化財・厳島神社・姫路城など）と比較を行い、最初から防衛的観点を重視して建設され、さらにその狭隘な土地に適応するために独自の景観が生み出された例はないとしている。また、武士に対応する階級としてヨーロッパの騎士やイスラームのマムルーク、あるいは中央アジアの遊牧民などまで視野に入れ、それらの存在が関わる外国の世界遺産32件と比較を行なった上でも、鎌倉の独自性が認められるとした。

## 推薦対象
2011年9月にユネスコに提出された推薦書の暫定版に記載されている構成資産は以下の10資産である。三方を山に囲まれている地形を唯一の構成資産とし、点在する寺社や遺跡をそれらが属する山稜や海浜とまとめて一つの資産としている。朝夷奈切通の一部と称名寺が横浜市、名越切通の一部と和賀江嶋の一部が逗子市に含まれるのを除けば、すべて鎌倉市に属している。
構成資産1（山稜部）
- 鶴岡八幡宮（若宮大路を含む）
- 寿福寺
- 建長寺
- 瑞泉寺
- 鎌倉大仏
- 覚園寺
- 仏法寺跡
- 永福寺跡
- 法華堂跡
- 北条氏常磐亭跡
- 亀ヶ谷坂
- 化粧坂
- 大仏切通

構成資産2（山稜部）
- 極楽寺

構成資産3（山稜部）
- 円覚寺

構成資産4（山稜部）
- 荏柄天神社

構成資産5（山稜部）
- 浄光明寺

構成資産6（山稜部）
- 朝夷奈切通

構成資産7（山稜部）
- 東勝寺跡

構成資産8（山稜部）
- 名越切通

構成資産9（山稜部）
- 称名寺

構成資産10（海浜部）
- 和賀江嶋

## 保護
鎌倉の文化財は文化財保護法、および古都における歴史的風土の保存に関する特別措置法（古都保存法）によって保護されている。

## 登録・推薦を巡る動き
日本が世界遺産条約を批准した1992年に、暫定リストに登録された12件（文化遺産10件、自然遺産2件）のうちの一つである。同じ年に登録された古都京都の文化財、日光の社寺、1995年に暫定リストに追加された原爆ドーム、2001年に暫定リストに追加された紀伊山地の霊場と参詣道、平泉―仏国土（浄土）を表す建築・庭園及び考古学的遺跡群―などが次々と正式登録されていく中で、鎌倉が世界遺産委員会に推薦されたことはなかった。「武家の都」という点は奈良・京都などと差別化を図りうるものではあるが、構成資産が神社、寺院を主体とし、鎌倉幕府の政治的建造物がほとんど残っていない点などを理由として、推薦された場合の苦戦を予想する意見が見られた。
鎌倉市には2001年に「鎌倉市歴史遺産検討委員会」が設置され、2007年には「神奈川県・横浜市・鎌倉市・逗子市世界遺産登録推進委員会」が共同で設置されるなど、世界遺産登録の実現に向けて、市や県のレベルで具体化の動きが進められてきた。一方、2007年11月に神奈川県から派遣された鎌倉市職員が世界遺産登録にむけた動きの中で、公文書偽造事件を起こしたこともあった。
文化審議会に2011年2月に提出された報告書では、2011年9月の推薦を目指すタイムスケジュールも示されており、実際に2013年の登録を目指して富士山とともに推薦されることになった。
それを踏まえて実際に、2012年1月に推薦書が世界遺産センターに提出され、同年9月24日から27日に諮問機関であるICOMOSの調査団が訪れた。その調査を踏まえた勧告が2013年4月30日に示され、「不登録」と判断された。日本が単独で推薦した資産で「不登録」勧告を受けた例は初めてである（複数国の推薦ではル・コルビュジエの建築作品―近代建築運動への顕著な貢献―の例がある）。ICOMOSが不登録とした理由は、当時の都市計画や経済生活などを示す資産が含まれておらず、完全性の条件が満たされていないため、基準 (3) についても基準 (4) についても、証明ができていないと判定されたことによる。
この勧告を受けて日本の関係省庁連絡会議では同年6月4日付けで、世界遺産委員会への推薦取り下げを正式決定した。これは、再推薦が不可能になる委員会での「不登録」決議を回避し、抜本的な推薦文書の練り直しを踏まえて再推薦したいとする地元自治体などの意向を踏まえたものである。
世界遺産推薦取り下げを受け、その支援事業として『日本遺産制度』が創設され、2016年（平成28年）に「”いざ、鎌倉” ～歴史と文化が描くモザイク画のまちへ～」として認定された。
不登録勧告内容を是正するためのコンセプト修正には相当な時間を要するため、2019年（令和元年）11月に神奈川県と鎌倉市・横浜市・逗子市が文化庁に提出する世界遺産推薦書（原案）の作成活動を同年度限りで休止すると発表した。規模は縮小するが基礎研究と文化財調査および整備事業は継続され、世界遺産登録は諦めない方針も明らかにされた。